# Філікстоу

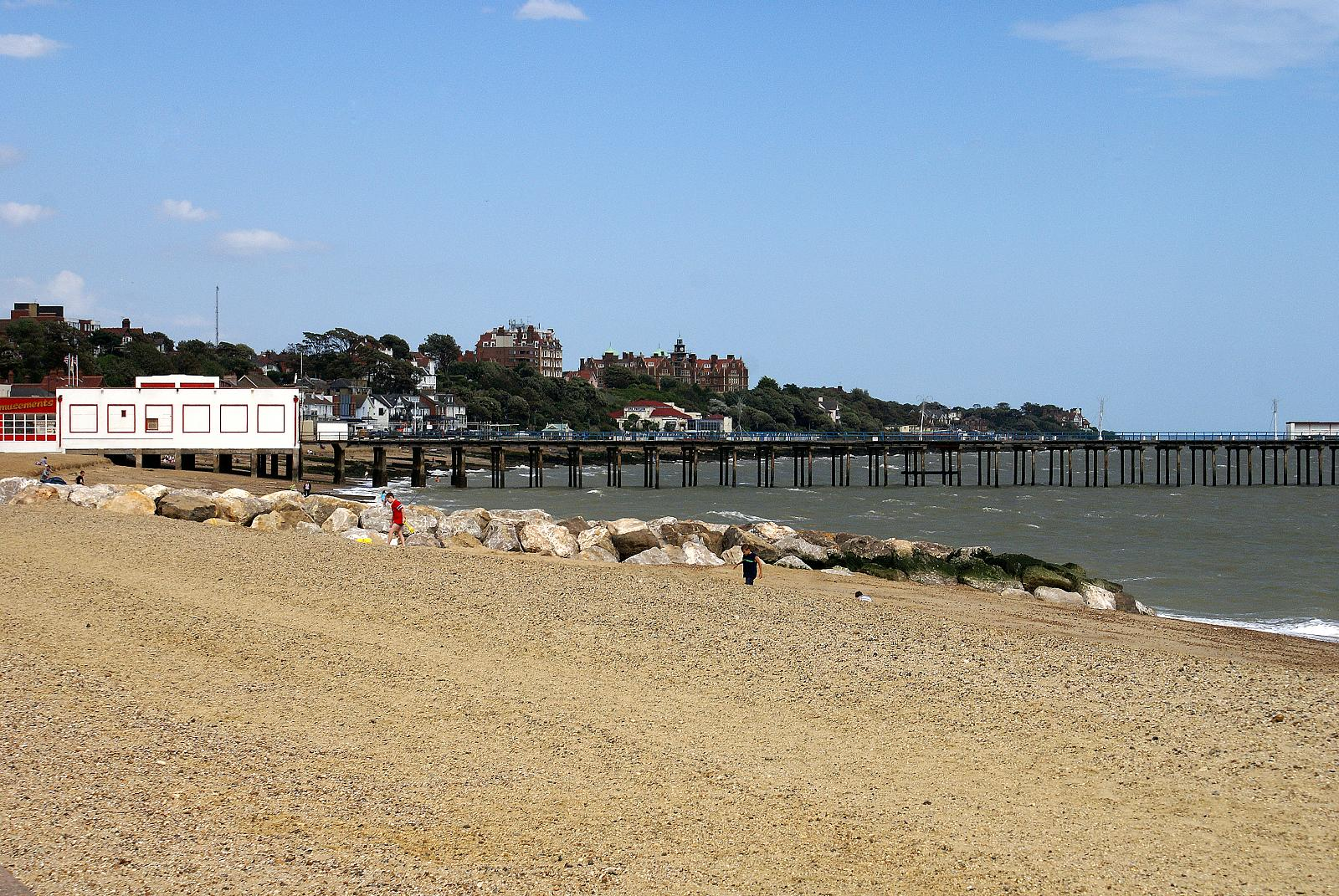
Набережна Філікстоу

Філікстоу (англ. Felixstowe, вимовляється як fiːlɪkstəʊ) — місто і морський порт на узбережжі Північного моря, в Суффолку, східна Англія. Поселення отримало свою назву через близькість від Порта Філікстоу, який є найбільшим портом з контейнерних перевезень у Сполученому Королівстві і належить компанії Hutchinson Ports.
Містечко розташоване в естуарії річок Оруелл і Стоур навпроти міста Гарвіч в Ессексі.
Населення: 32 тис (2011).